# Cosmoderes elegans
Espèce
Cosmoderes est une espèce de coléoptères de la famille des Curculionidae, de la sous-famille des Scolytinae et de la tribu des Cryphalini. Elle est trouvée en Papouasie-Nouvelle-Guinée.